# USS Sicily (CVE-118)
USS Sicily (CVE-118) – lotniskowiec eskortowy typu Commencement Bay, który służył w United States Navy. Jego nazwa upamiętniała Sycylię – wyspę na Morzu Śródziemnym, miejsce dużej alianckiej operacji inwazyjnej podczas II wojny światowej. Stępkę okrętu położono z nazwą „Sandy Bay” 23 października 1944 w stoczni Todd-Pacific Shipyards w Tacoma w stanie Washington. Kadłub wodowano 14 kwietnia 1945, matką chrzestną została pani Julius Vanderwiele. Nazwę okrętu zmieniono z „Sandy Bay” na „Sicily” 5 czerwca 1945 i włączono lotniskowiec do służby 27 lutego 1946, z komandorem B. W. Wrightem jako dowódcą.
„Sicily” został wyposażony w Portland w stanie Oregon, załadował zapasy w Seattle, a następnie popłynął do San Diego, gdzie przeszedł początkowe szkolenie w kwietniu i maju. 15 maja otrzymał rozkaz przejścia do Nowego Jorku przez Kanał Panamski i bazę w Norfolk. Lotniskowiec wszedł do stoczni Brooklyn Navy Yard 6 czerwca i pozostawał w niej do 30 września, kiedy to popłynął do stacji Argentia na Nowej Fundlandii, aby odbyć szkolenie w niskich temperaturach.
Przez resztę roku 1946 i do 3 kwietnia 1950 „Sicily” operował w składzie Floty Atlantyckiej, z dala od swego portu macierzystego w Norfolk. Następnie został przydzielony do Floty Pacyfiku i miał port macierzysty w San Diego, gdzie dotarł 28 kwietnia. Lotniskowiec miał w planach przeprowadzenie ćwiczeń przeciwpodwodnych latem, ale rozpoczęcie wojny w Korei 25 czerwca spowodowało radykalne zmiany w jego planach operacyjnych. „Sicily” 2 lipca został poinformowany, że jest potrzebny na Dalekim Wschodzie, dokąd popłynął dwa dni później, na pierwszą z trzech tur bojowych. Lotniskowiec był okrętem flagowym 15 Dywizji Lotniskowców. 3 sierpnia wypuścił samoloty z dywizjonu VMF-214  w pierwszą misję wspierania z powietrza sił lądowych aliantów. Podczas tej tury bojowej okręt wspierał operacje lądowe w Pohang, lądowanie w Inchon, marsz na Seul i wycofywanie się spod Chosin do Hungnam. Następnie wrócił do San Diego 5 lutego 1951. W czasie drugiej tury bojowej w składzie 7 Floty, od 13 maja do 12 października 1951, lotniskowiec operował zarówno wzdłuż wschodniego, jak i zachodniego wybrzeża Korei. Trzecia i  ostatnia tura bojowa podczas konfliktu koreańskiego trwała od 8 maja do 4 grudnia 1952, a okręt działał w ramach Sił Blokadowych i Eskortujących Narodów Zjednoczonych. „Sicily” powrócił jeszcze na wody Dalekiego Wschodu na okres od 14 lipca 1953 do 25 lutego 1954.
Po powrocie na Zachodnie Wybrzeże USA lotniskowiec został umieszczony w Rezerwie Floty Pacyfiku i wycofany ze służby. Został skreślony z listy floty 1 lipca 1960 i sprzedany firmie Nicolai Joffe Corporation 31 października 1960 na złom.
Lotniskowiec „Sicily” otrzymał pięć odznaczeń battle star za służbę w Korei.